# Камбесес, Факундо
Факундо Николас Камбесас (исп. Facundo Nicolás Cambeses; род. 9 апреля 1997[…], Лонгчампс, Буэнос-Айрес) — аргентинский футболист, вратарь клуба «Расинг».

## Клубная карьера
Камбесас — воспитанник клуба «Банфилд». В 2019 году Факундо продлил контракт с клубом на 3 года. 18 марта 2019 года в матче против «Годой-Крус» он дебютировал в аргентинской Примере.

## Международная карьера
В 2017 года Камбесес в составе молодёжной сборной Аргентины принял участие в молодёжном чемпионате Южной Америки в Эквадоре. На турнире он сыграл в матчах против команд Колумбии, Бразилии и Эквадора.
В 2019 году Камбесес в составе олимпийской сборной Аргентины стал победителем Панамериканских игр в Перу. На турнире он сыграл в матчах против команд Эквадора, Мексики, Панамы, Уругвая и Гондураса. В поединке против гондурасцев Фаусто забил гол.

## Достижения
Международные
Аргентина (до 23)
- Победитель Панамериканских игр — 2019